# Gregg Hoffman
Gregg Hoffman (ur. 11 czerwca 1963 w Phoenix, Arizona, zm. 4 grudnia 2005 w Los Angeles) – amerykański producent filmowy.
W 1992 był jednym z producentów filmu Only You z Helen Hunt i Andrew McCarthym. Od 1995 pracował w wytwórni Disneya, dochodząc do stanowiska wiceprezydenta ds. produkcji. Produkował m.in. film George prosto z dżungli (George of the Jungle, 1997) i George of the Jungle II (2003). W 2003 przeniósł się do wytwórni Twisted Pictures; był jej współwłaścicielem. Sukces odniósł niskobudżetowym horrorem Piła (Saw, 2004) oraz jego kontynuacją Piła II (2005). Zmarł nagle dwa miesiące po premierze Piły II, w czasie pracy nad trzecią częścią horroru o psychopatycznym mordercy „Jigsaw”.
Był żonaty (Lucienne), miał dwóch synów (Jareda i Luke’a).